# Schloss Siebeneichen

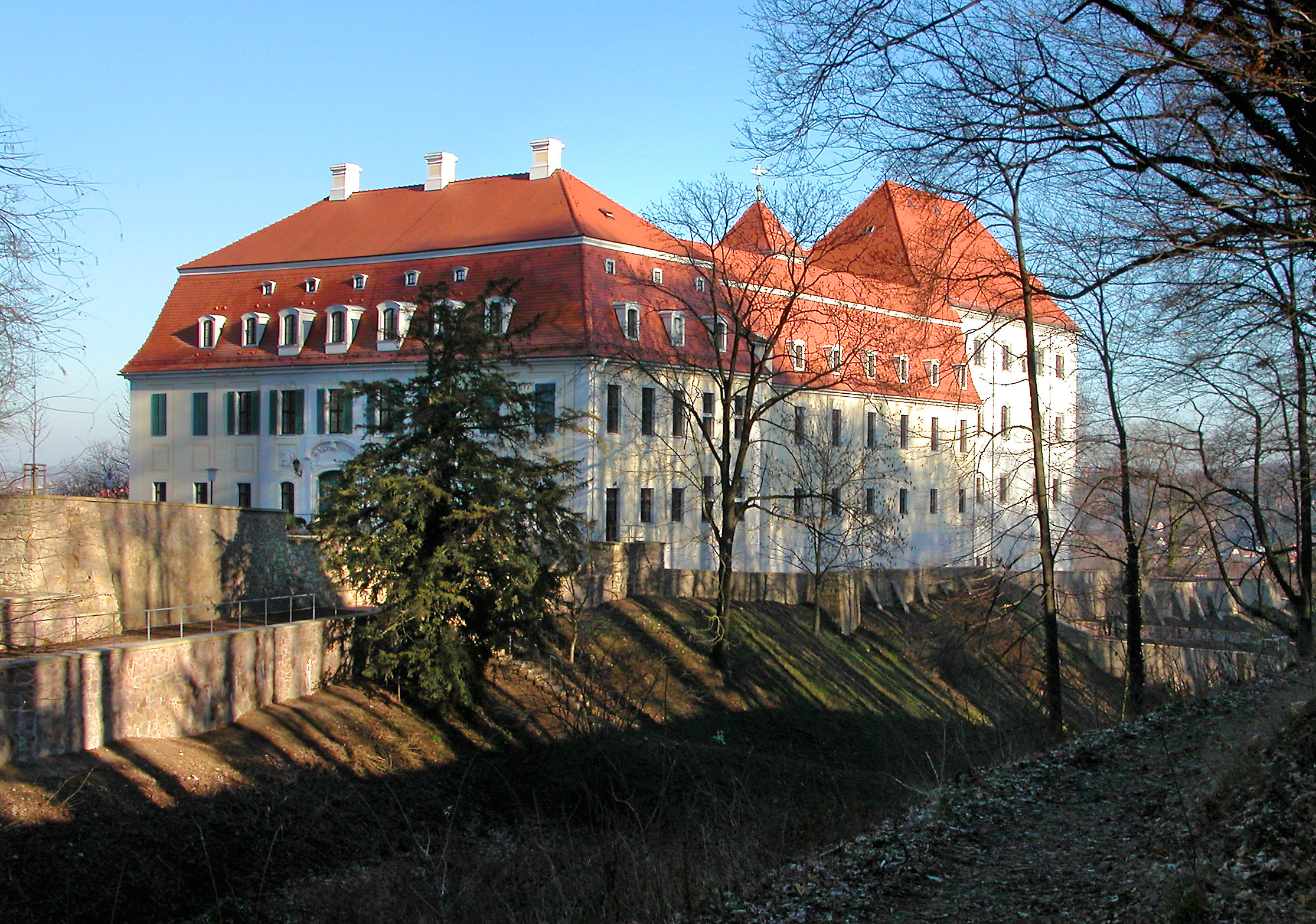
Ansicht von Westen, 2005

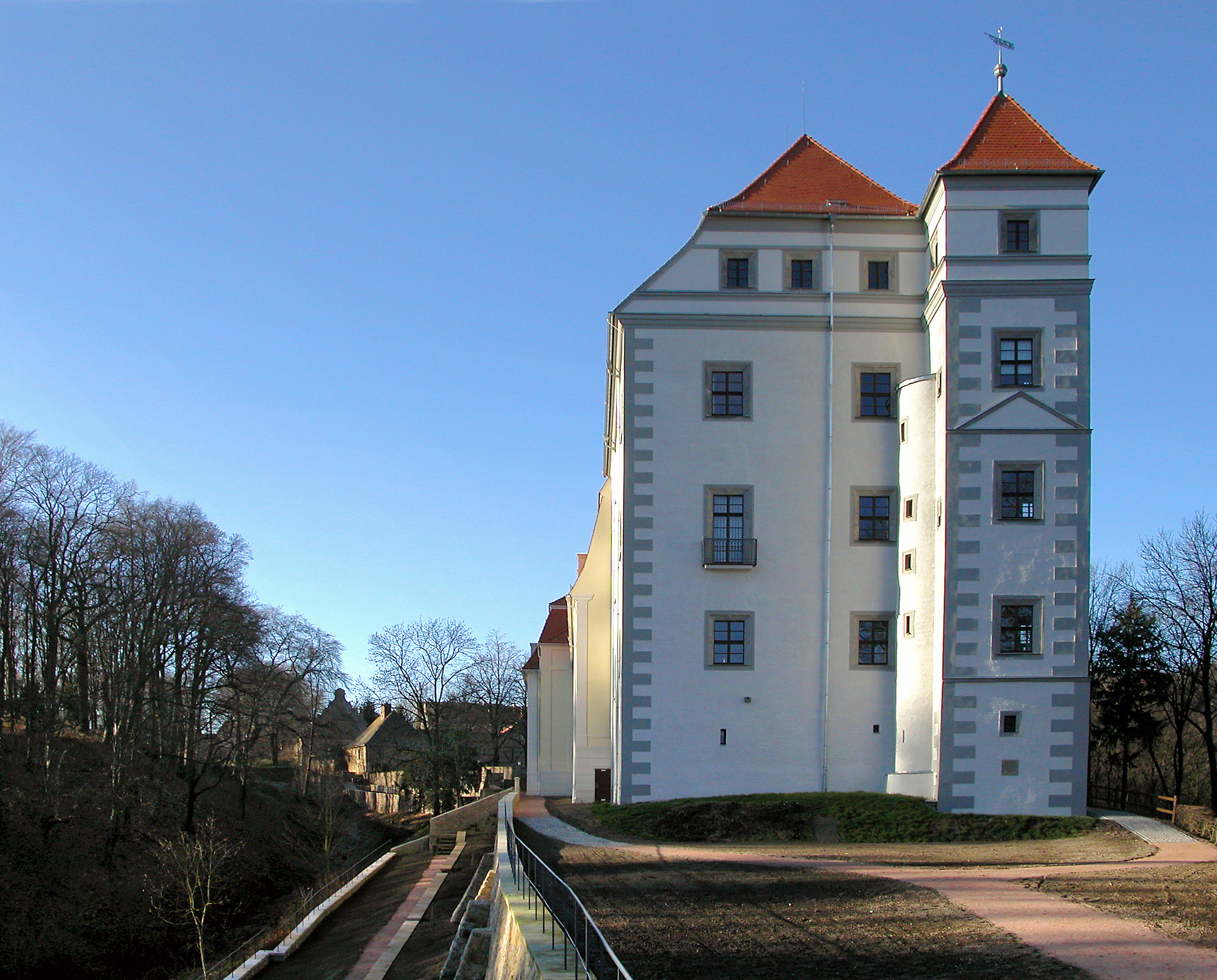
Ansicht von Osten

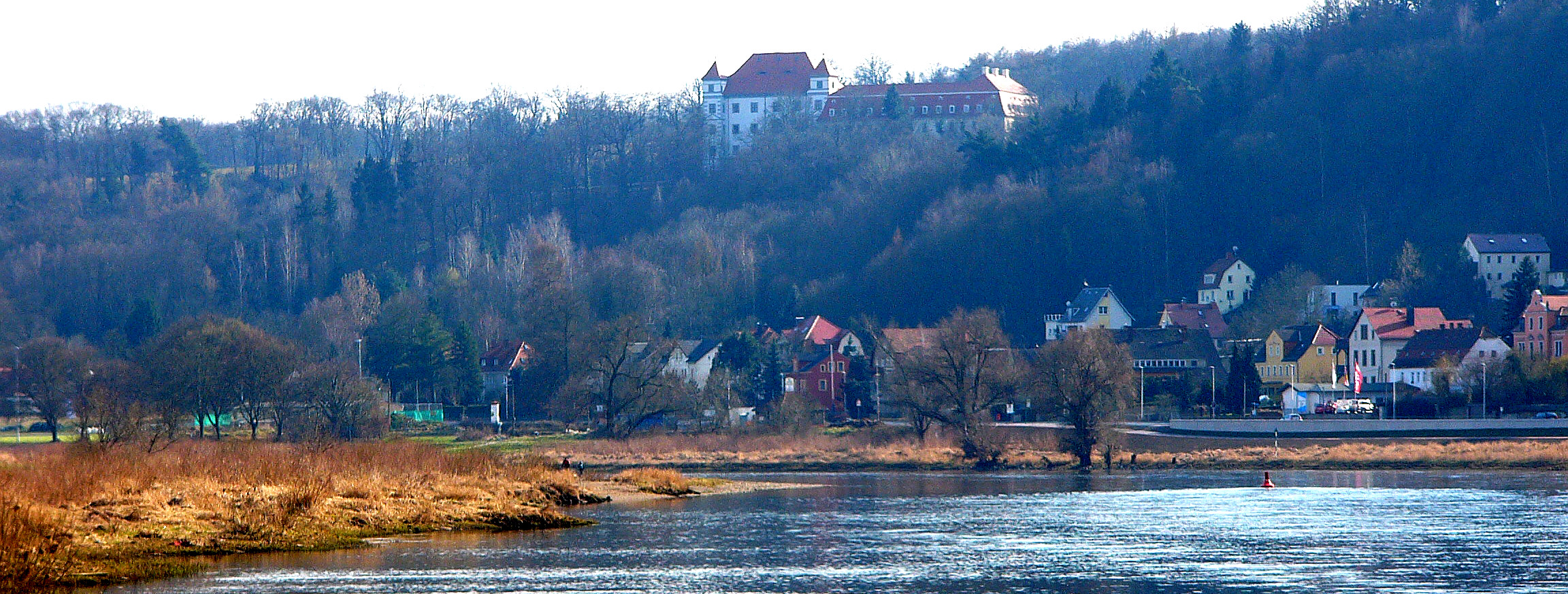
Blick auf Siebeneichen

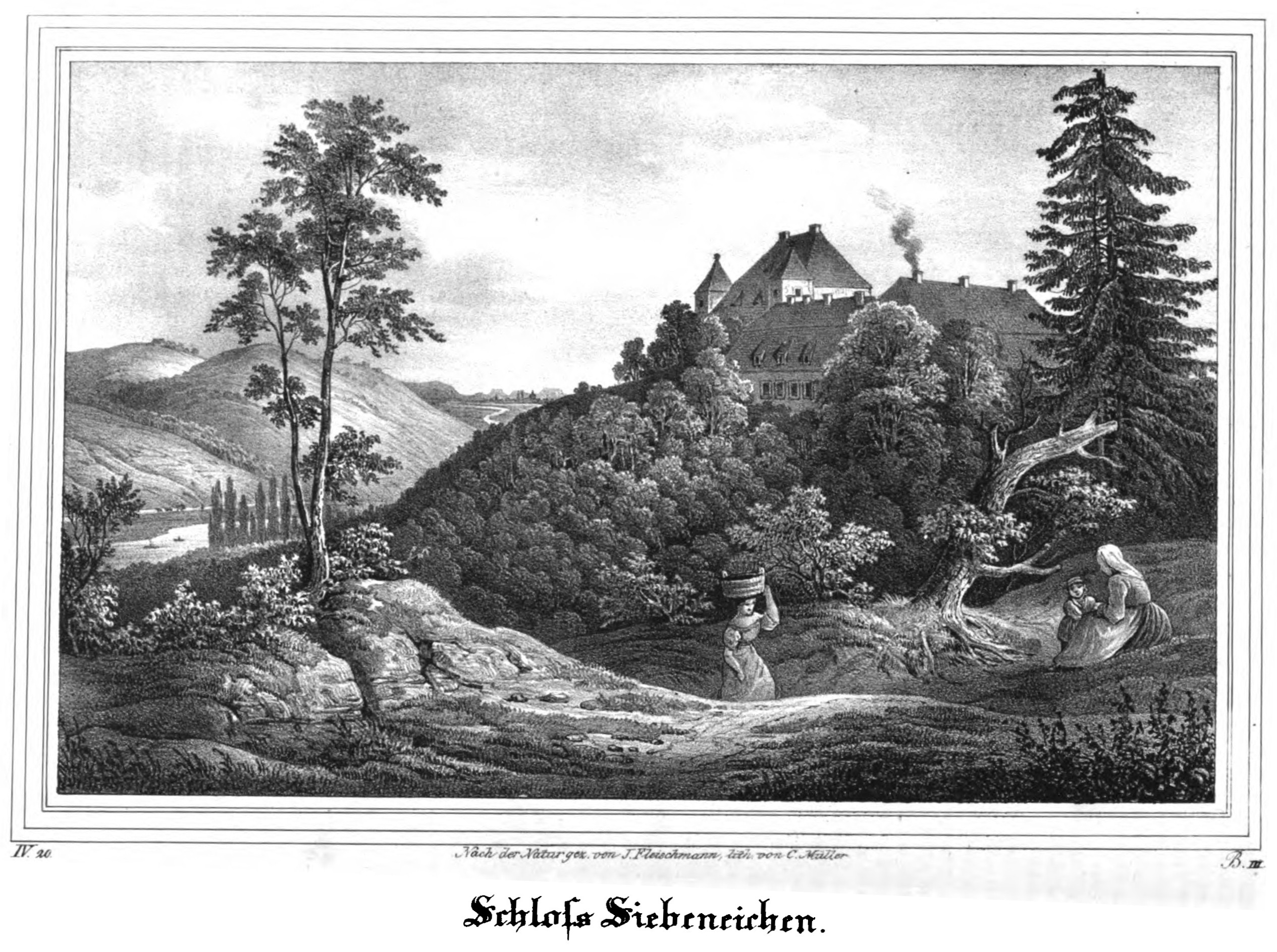
Ansicht von 1839

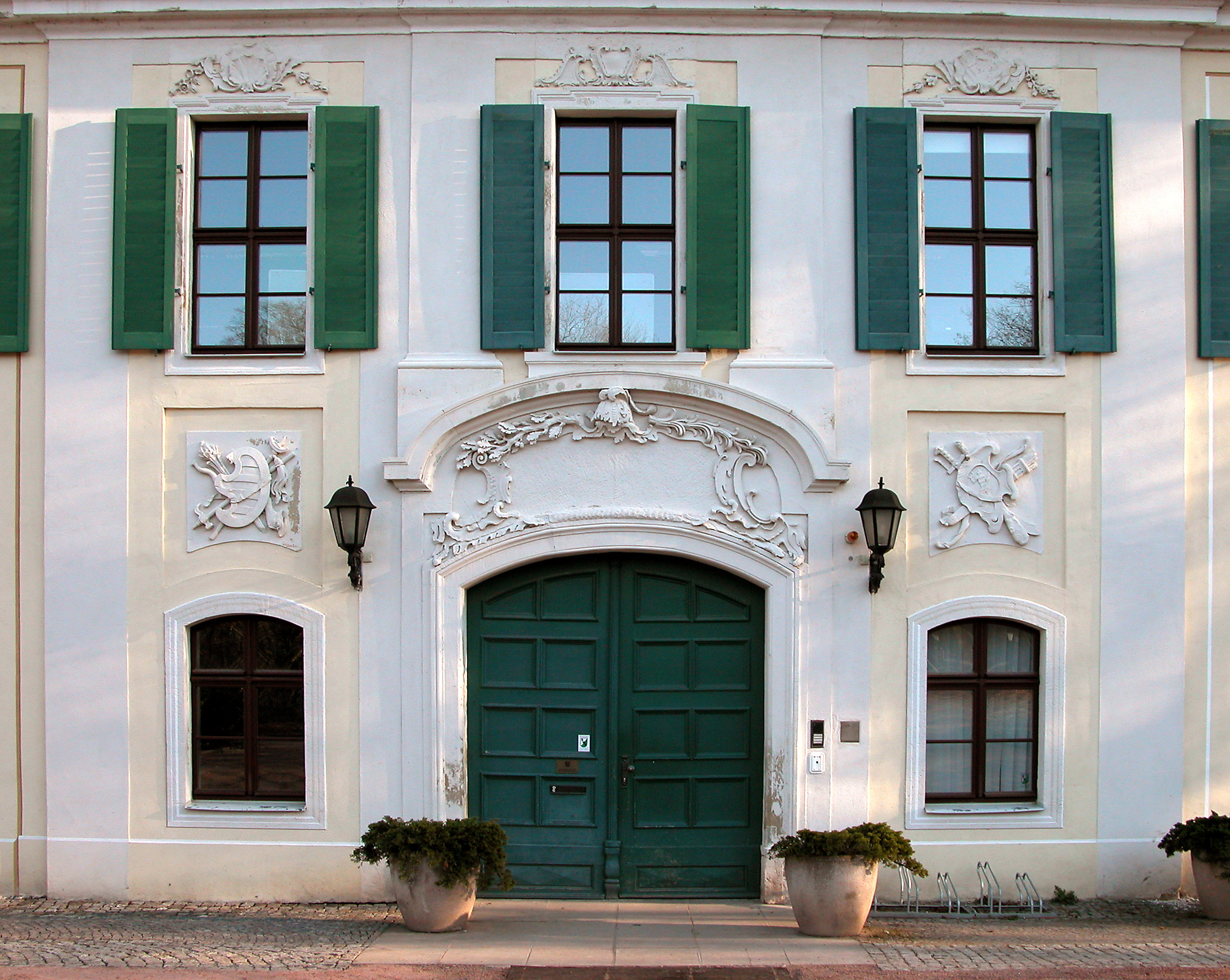
Hauptportal in der barocken Westfassade, Jan. 2005

Das Schloss Siebeneichen in Meißen wurde im 16. Jahrhundert von Ernst von Miltitz anstelle einer älteren Anlage errichtet.

## Lage
Das Schloss liegt am südlichen Elbhang gegenüber dem Spaargebirge stromaufwärts der Meißner Altstadt im Stadtteil Siebeneichen. Das Anwesen befindet sich an der Siebeneichener Straße, die als Bundesstraße 6 nach Dresden läuft. Westlich verläuft die Staatsstraße 177.

## Geschichte
Die Anlage wurde 1220 erstmals erwähnt. Nach Siebeneichen nannte sich im 12. Jahrhundert ein Adelsgeschlecht. Der Name kommt wahrscheinlich aus dem Slawischen.
Etwa zwischen 1553 und 1555 errichtete der kursächsische Rat und Hofmarschall Ernst von Miltitz einen dreigeschossigen, mit zwei Ecktürmen und Zwerchhäusern versehenen Renaissanceschlossbau, der noch weitgehend erhalten ist.
1591 ließ sein Sohn Nickel von Miltitz einen ummauerten Renaissancegarten mit Wasserspielen anlegen.
1748 wurde das Schloss unter Heinrich Gottlob von Miltitz auf der Westseite um einen Dreiflügelbau erweitert, der eine neunachsige Schaufassade und ein hohes Mansarddach hat.
Anfang des 19. Jahrhunderts ließ Sarah Anna Constable, die Frau Dietrichs von Miltitz, auf 35 ha Fläche einen Landschaftspark nach englischen Vorbildern anlegen, der heute einer der ältesten in Sachsen ist.
Schloss Siebeneichen war ein bedeutender Ort der Romantik in Sachsen. Hier verkehrten u. a. Heinrich von Kleist, Novalis und Johann Gottlieb Fichte.
Spätere Gutsherren waren Alfred von Miltitz ab 1880 und ab 1912 dessen Sohn Ludwig Carl. 1945 wurde das Schloss enteignet und das Gut an Neubauern aufgeteilt. Das Schloss wurde ab 1946 zunächst als Naturkundemuseum genutzt. Von 1958 bis 1991 war im Schloss die Fachschule für Klubleiter „Martin Andersen Nexö“ untergebracht, danach die Heimvolkshochschule für Erwachsenenbildung im ländlichen Raum. Ab 1997 ist es der Sitz der Sächsischen Akademie für Lehrerfortbildung, die als Fortbildungs- und Tagungszentrum Meißen im heutigen Landesamt für Schule und Bildung aufgegangen ist.
Siebeneichen wurde 1978 nach Meißen eingemeindet.